# ارکیده ۱۰۸۰
سیارک ۱۰۸۰ (به انگلیسی: 1080 Orchis، نامگذاری:1927QB) هزار و هشتادمین سیارک کشف شده‌است که در ۳۰ اوت ۱۹۲۷ و در هایدلبرگ کشف شد.
قدر مطلق سیارک برابر ۱۲٫۲۰ است.